# Ceratina okinawana
Ceratina okinawana är en biart som beskrevs av Shōnen Matsumura och Tohru Uchida 1926. Den ingår i släktet märgbin och familjen långtungebin.

## Taxonomi
Inga underarter finns listade i Catalogue of Life. Den japanska forskaren Makoto Shiokawa identifierar emellertid tre underarter:
- Ceratina (Ceratinidia) okinawana sakishimensis Shiokawa, 1999
- Ceratina (Ceratinidia) okinawana taiwanensis Shiokawa, 1999
- Ceratina (Ceratinidia) okinawana nepalensis Shiokawa, 2008

## Beskrivning
En förhållandevis liten art, honan är 6 till knappt 9 mm lång, hanen 6 till 8 mm. Grundfärgen är svart, med många gula markeringar. I ansiktet har bland annat clypeus (munskölden) ett gult, mer eller mindre T-format fält. Hanen har även labrum (överläppen) gul, dock med tre mörka fläckar. Också kinderna har gula streck. Mellankroppen har även den gula markeringar, och på bakkroppen har tergiterna nummer 1 till 5 gula tvärband, som ger arten ett getingliknande utseende. Även benen har gula fläckar, mer tydligt hos hanen.

## Utbredning
Artens huvudområde är de subtropiska Ryukyuöarna som tillhör Japan, söder om de egentliga huvudöarna. Den förekommer även på Kyushu i södra Japan och i Nepal. Fynd har även gjorts i provinserna Guizhou och Fujian i sydöstra Kina.

## Ekologi
Som alla märgbin bygger arten sina larvbon i märgen på olika växter. Arten anses främst vara solitär, men det förekommer att flera honor (systrar) stannar kvar i boet och hjälper till att ta hand om avkomman.